# Bruno Lamas
Bruno José Pavan Lamas, meglio noto come Bruno Lamas (São José do Rio Preto, 13 aprile 1994), è un calciatore brasiliano, centrocampista del Daegu.

## Carriera
Ha esordito il 22 febbraio 2015 con la maglia del Leixões in occasione del match di campionato perso 3-2 contro il Desp. Aves.

## Statistiche

### Presenze e reti nei club
Statistiche aggiornate al 2 settembre 2018.
| Stagione        | Squadra         | Campionato      | Campionato | Campionato | Coppe nazionali | Coppe nazionali | Coppe nazionali | Coppe continentali | Coppe continentali | Coppe continentali | Altre coppe | Altre coppe | Altre coppe | Totale | Totale | Totale |
| Stagione        | Squadra         | Comp            | Pres       | Reti       | Comp            | Pres            | Reti            | Comp               | Pres               | Reti               | Comp        | Pres        | Reti        | Pres   | Reti   |        |
| --------------- | --------------- | --------------- | ---------- | ---------- | --------------- | --------------- | --------------- | ------------------ | ------------------ | ------------------ | ----------- | ----------- | ----------- | ------ | ------ | ------ |
| 2014-2015       | Leixões         | LdH             | 15         | 2          | CP+CdL          | 0               | 0               |                    | -                  | -                  |             | -           | -           | 15     | 2      |        |
| 2015-2016       | Leixões         | LdH             | 43         | 7          | CP+CdL          | 0+4             | 0+2             |                    | -                  | -                  |             | -           | -           | 47     | 9      |        |
| 2016-2017       | Leixões         | LdH             | 38+2       | 5+1        | CP+CdL          | 2+1             | 1+1             |                    | -                  | -                  |             | -           | -           | 43     | 8      |        |
| 2017-2018       | Leixões         | LdH             | 34         | 5          | CP+CdL          | 1+3             | 0               |                    | -                  | -                  |             | -           | -           | 38     | 5      |        |
| Totale Leixões  | Totale Leixões  | Totale Leixões  | 132        | 20         |                 | 11              | 4               |                    | -                  | -                  |             | -           | -           | 143    | 24     |        |
| 2018-2019       | Santa Clara     | PL              | 4          | 0          | CP+CdL          | 0+1             | 0               |                    | -                  | -                  |             | -           | -           | 5      | 0      |        |
| Totale carriera | Totale carriera | Totale carriera | 136        | 20         |                 | 12              | 4               |                    | -                  | -                  |             | -           | -           | 144    | 24     |        |